# 5ª Squadriglia da ricognizione e combattimento
La 5ª Squadriglia da ricognizione e combattimento del Servizio Aeronautico del Regio Esercito fu costituita con aerei Nieuport.

## Storia
La 5ª Squadriglia Nieuport  monoplani (Nieuport IVM), del III Gruppo (poi 3º Gruppo caccia terrestre), allo scoppio della prima guerra mondiale nel dicembre 1914 era all'Aeroporto di Udine-Campoformido per il Comando supremo militare italiano.
Nel maggio 1915 la squadriglia di Campoformido che era zona di guerra era comandata dal capitano pilota Pier Ruggero Piccio il quale disponeva di altri 3 piloti tra i quali il Tenente Giulio Palma di Cesnola, 5 Nieuport X da 80 hp ed un Nieuport X bis con motore Gnome Monosoupape da 100 hp.
Il 25 maggio 2 aerei bombardano le officine di Monfalcone e l'11 giugno si sposta a Santa Maria la Longa e bombarda la centrale elettrica di Nabresina.
Vista la vetustà del monoplano l'unità viene sciolta il 31 luglio dopo 112 voli di guerra di cui 74 ricognizioni e bombardamenti.
I suoi piloti andranno a formare la 3ª Squadriglia da Offesa.
Il 9 agosto rinasce all'Aeroporto di Aviano come 16ª Squadriglia Voisin che diventa 5ª Squadriglia Voisin comandata dal cap. Leopoldo De Rada, altri 4 piloti e 3 osservatori tra cui il Tenente Fausto Pesci.
Il 13 agosto si sposta a Campoformido nel II Gruppo (poi 2º Gruppo) a sostituire la 7ª Nieuport con 4 Voisin III Salmson.
Il 19 agosto passa al I Gruppo spostandosi a Chiasiellis per la 3ª Armata (Regio Esercito), il 7 ottobre un aereo sgancia 4 bombe su Kostanjevica na Krasu sul comando dell'arciduca Giuseppe Augusto d'Asburgo-Lorena dove tornano a bombardare l'8 ottobre 2 aerei.
Al 1º dicembre diventa 5ª Squadriglia da ricognizione e combattimento ed a fine mese arrivano 4 Voisin Isotta Fraschini.
Durante il 1915 ha eseguito 101 voli di guerra.
Al 1º gennaio dispone di 4 piloti tra cui il Cap. Mario Stanzani e 3 osservatori ed il 16 febbraio il Sergente Giovanni Ranucci ed il Tenente osservatore Ignazio Lanza di Trabia al rientro da una missione su Trieste rimangono senza carburante cadendo in Adriatico prima di essere soccorsi.
Il 15 aprile con il cambio dei nomi delle squadriglie diventa 25ª Squadriglia Voisin.